# 49-Mile Scenic Drive

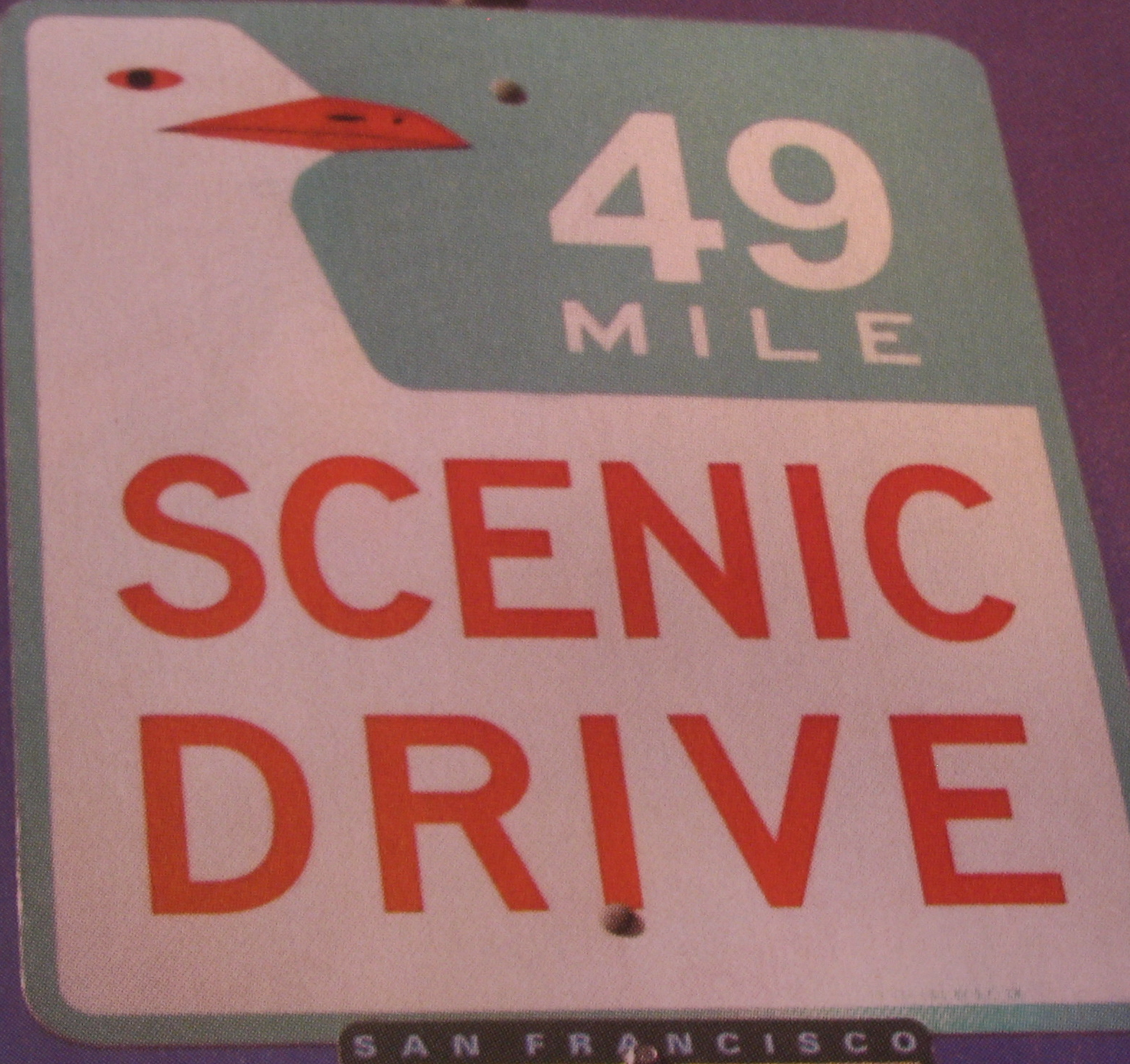
Die Schilder des 49-Mile Scenic Drive stellen eine Seemöwe dar.

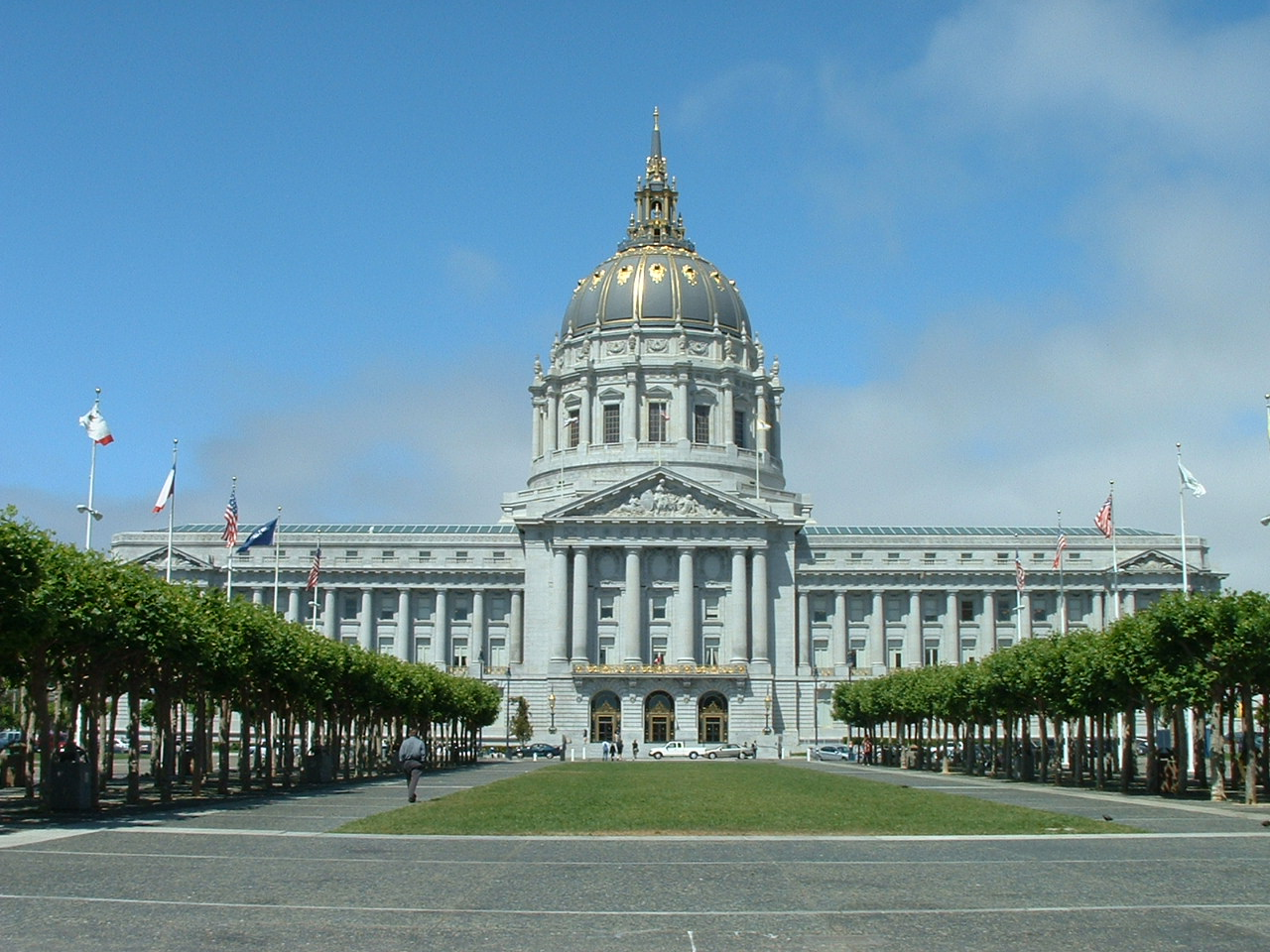
Ausgangs- und Endpunkt City Hall

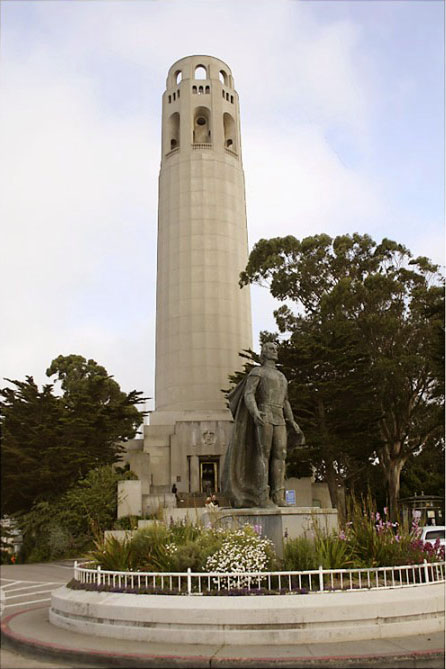
Coit Tower

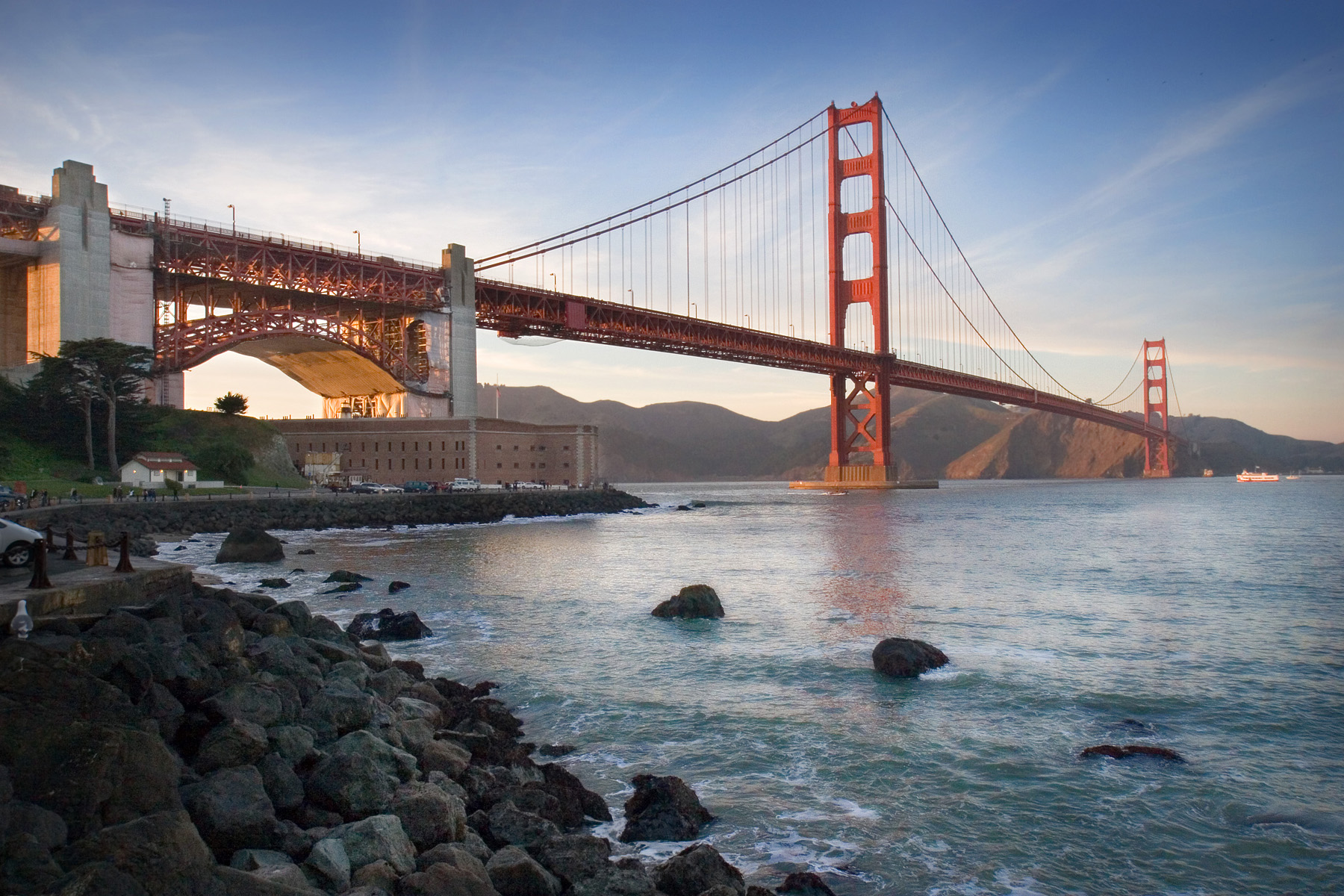
Golden Gate Bridge

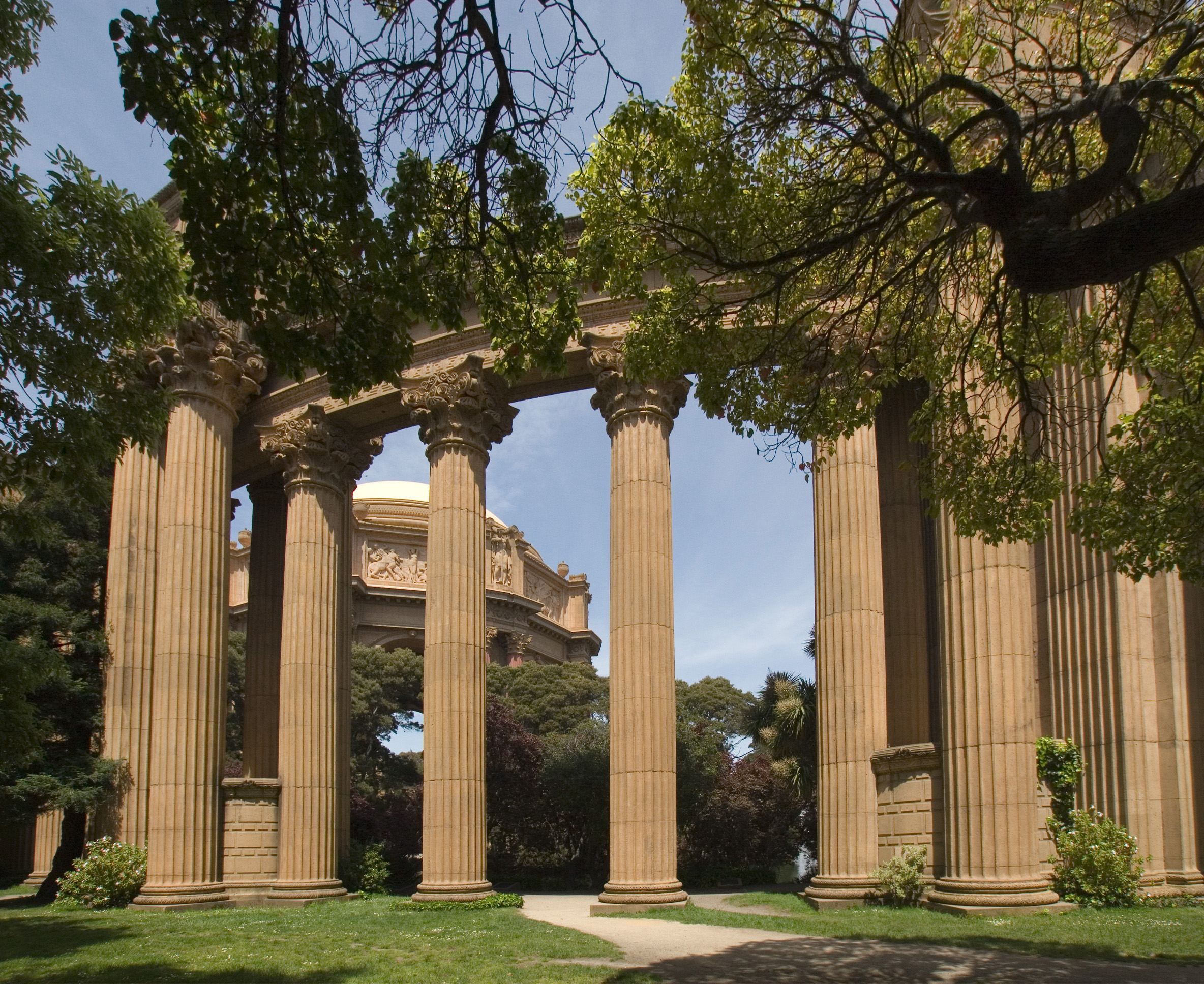
Palace of Fine Arts

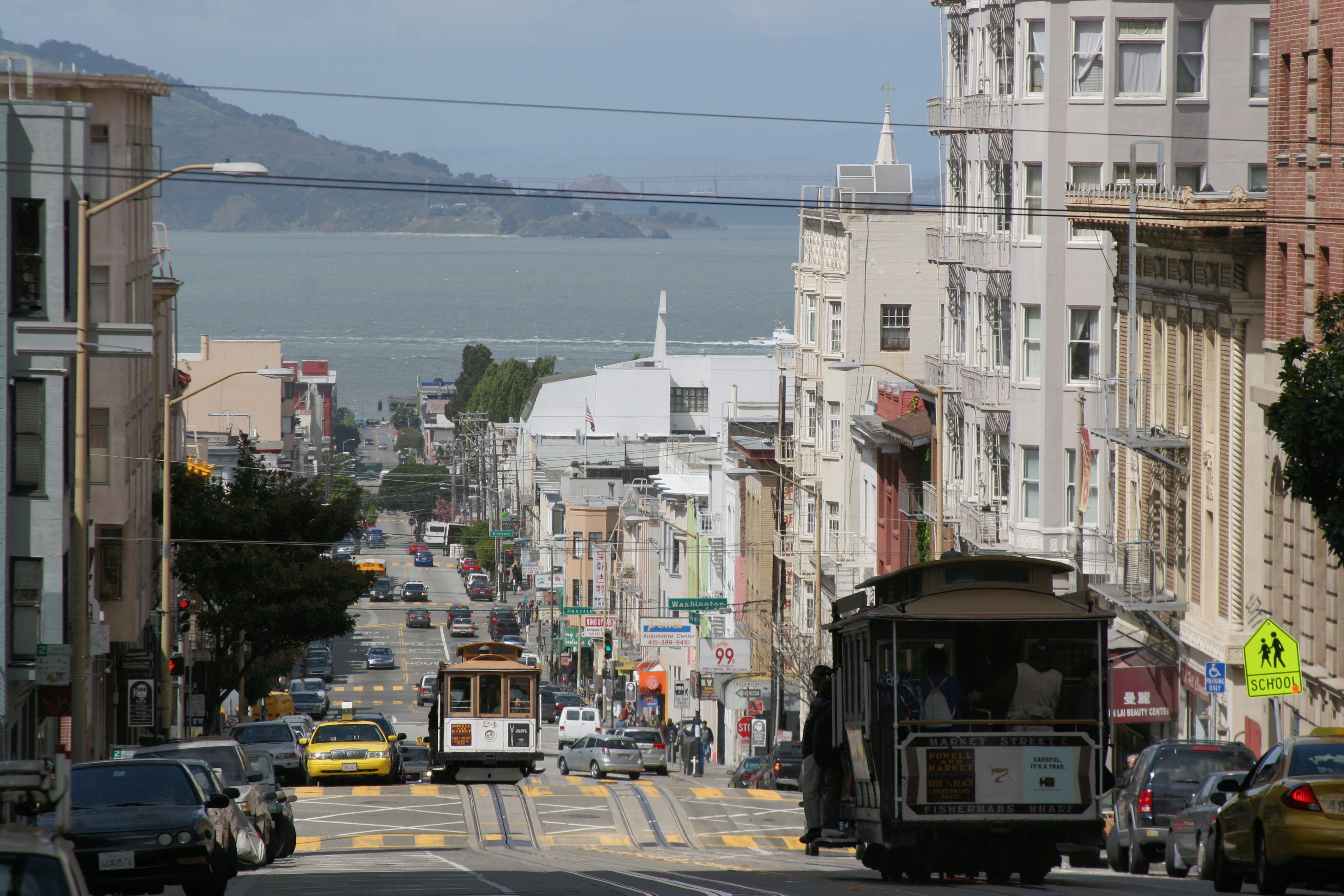
Nob Hill

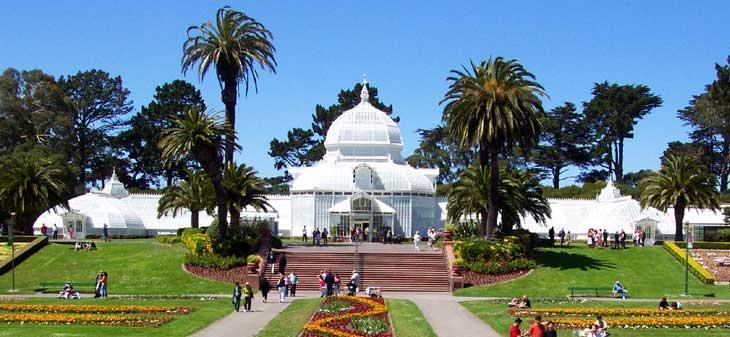
Conservatory of Flowers

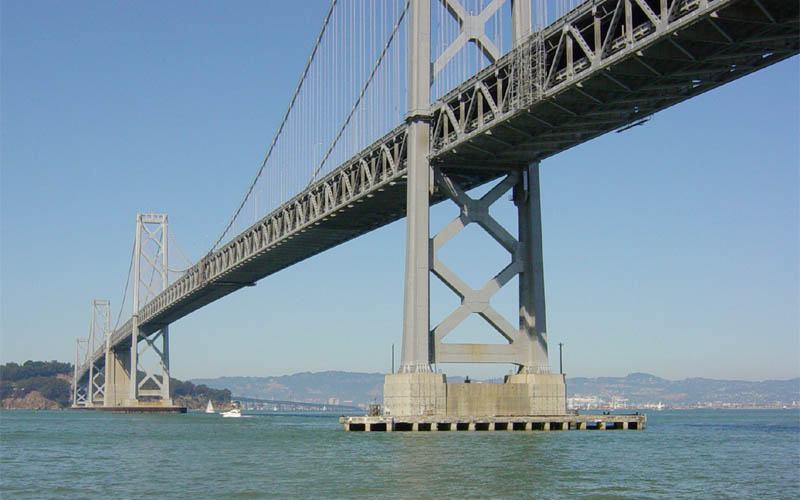
Bay Bridge von The Embarcadero aus

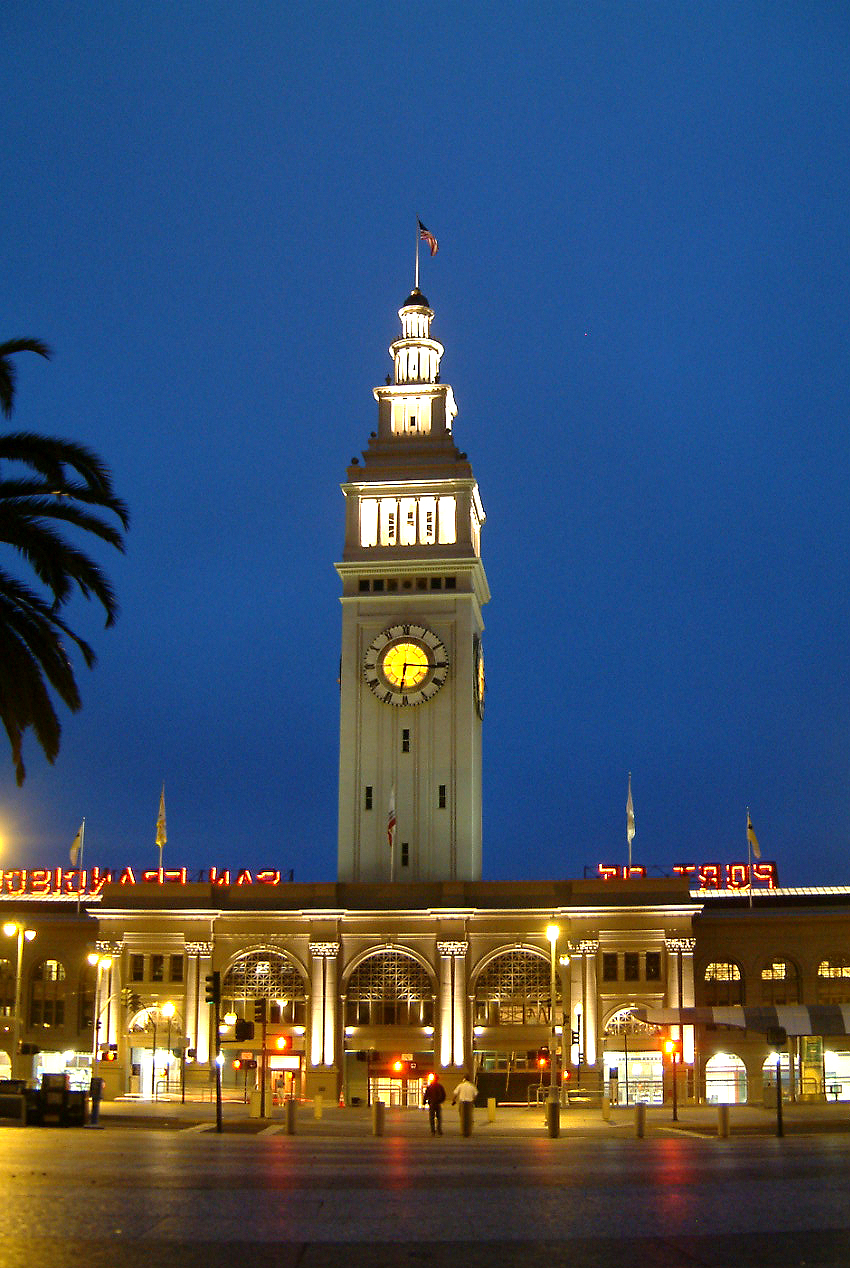
Ferry Building

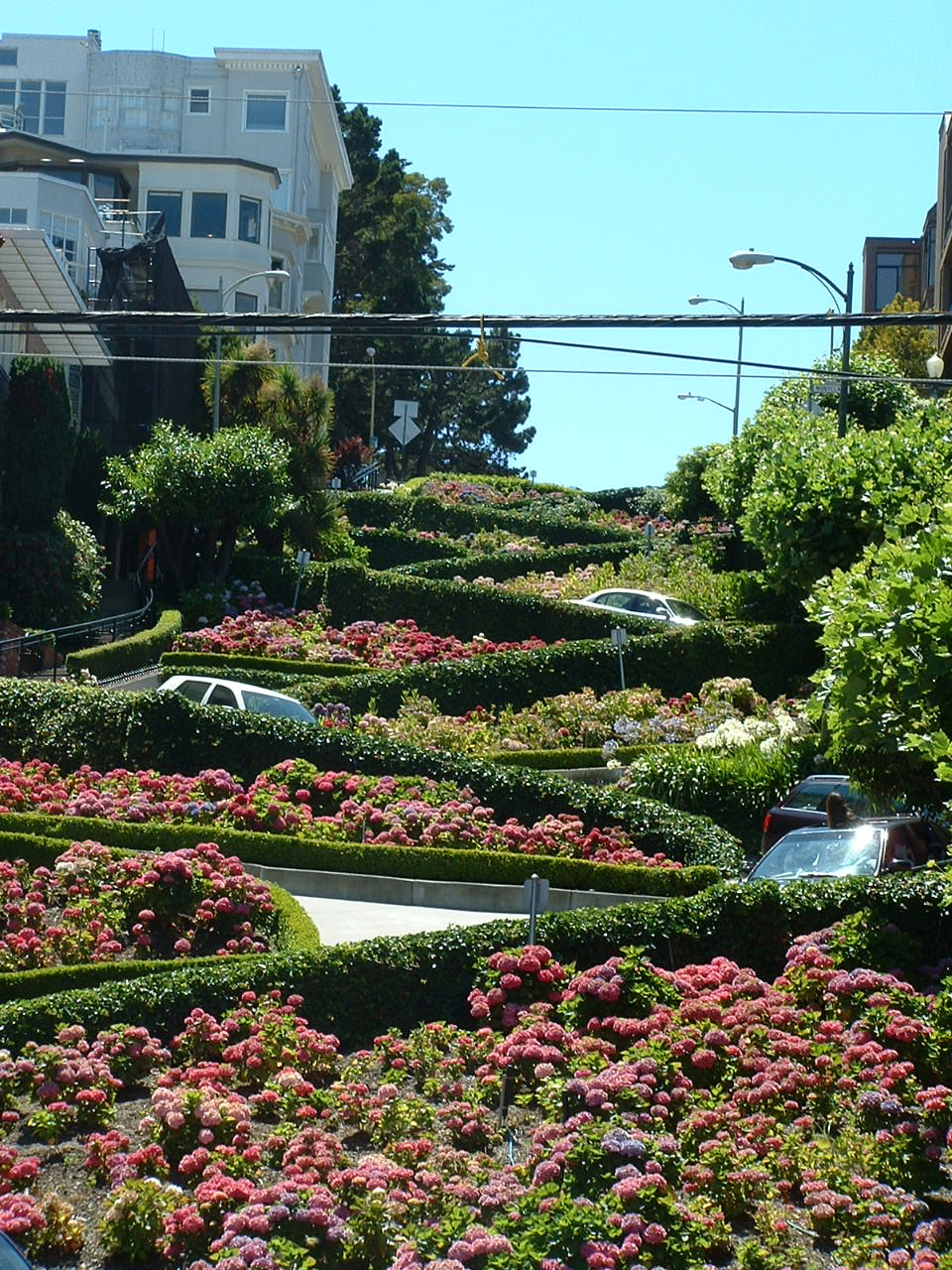
Die berühmten Kurven der Lombard Street

Der 49-Mile Scenic Drive, auch bekannt als 49-Mile Drive in und um San Francisco führt entlang zahlreicher Sehenswürdigkeiten und historischer Gebäude der Stadt.

## Geschichte
Der 49-Mile Scenic Drive wurde 1938 anlässlich der ein Jahr später stattfindenden Weltausstellung geschaffen, um Besuchern die Sehenswürdigkeiten der Stadt zu präsentieren. Er führt an Aussichtspunkten vorbei, von denen aus die zu jener Zeit neuen Brücken, die Golden Gate Bridge, eröffnet im Mai 1937, und die Bay Bridge, eröffnet im November 1936, gesehen werden konnten. Er endete damals auf dem Ausstellungsgelände der Golden Gate International Exposition auf Treasure Island.
Im Laufe der Zeit wurde der Streckenverlauf einige Male geändert. Die Tour beginnt und endet heute an der Kreuzung von Hayes Street und Van Ness Avenue, in der Nähe der City Hall.

## Sehenswürdigkeiten
Um die 49 Meilen mit dem PKW abzufahren, sollten vier Stunden einkalkuliert werden – zuzüglich etwaiger Zwischenstopps und Besichtigungen.
- Civic Center
- Museum of Modern Art (MOMA)
- Japantown
- Union Square
- Chinatown
- Nob Hill
- Cable Car Barn
- Transamerica Pyramid
- North Beach
  - Washington Square
  - Coit Tower
- Pier 39
- Fisherman’s Wharf
- Alcatraz
- The Cannery
- Ghirardelli Square
- Aquatic Park
- Lombard Street
- Marina Green
- Crissy Field
- Palace of Fine Arts – (Exploratorium)
- The Presidio
  - Letterman Digital Arts Center
- Golden Gate Bridge
- Fort Point
- Baker Beach
- Legion of Honor
- Richmond District
- Lincoln Park
- Sutro Baths (Ruinen)
- Great Highway
  - Cliff House
  - Seal Rock
  - Ocean Beach
  - The San Francisco Zoo
  - Lake Merced
- San Francisco State University
- Golden Gate Park
  - Strybing Arboretum
  - Japanese Tea Garden
  - Asian Art Museum
  - De Young Museum
  - Academy of Sciences
  - Conservatory of Flowers
  - AIDS Memorial Grove
  - Kezar Stadium
- Haight-Ashbury
- Twin Peaks
- Castro District
  - Castro Theatre
- Mission Dolores
- AT&T Park
- Bay Bridge
- The Embarcadero
  - Ferry Building
  - Federal Reserve Bank of San Francisco
- Financial District
- Moscone Center

## Filmreferenz
Im Film Ein verrückt genialer Coup fährt Randy Quaid Geena Davis und Bill Murray durch eines der Viertel von New York City. Nachdem sie sich völlig verfahren haben, machen sie sich auf die Suche nach einem Hinweisschild, das ihnen verraten könnte, wo sie sich befinden. Schließlich entdeckt Quaids Charakter ein „49-Mile Scenic Drive“-Schild.

## Instandhaltung der Tour
Entlang der Tour befinden sich Schilder, auf denen eine weiße, in den blauen Himmel schauende Seemöwe dargestellt ist. An einigen wichtigen Kreuzungen, an denen abgebogen werden muss, fehlt jedoch eine Beschilderung, und nachdem 2006 der Abschnitt der 14. Straße zwischen Market Street und Dolores Street zu einer Einbahnstraße gemacht wurde, ist ein Teil der Tour im Uhrzeigersinn undefiniert.